# 菲律宾首都
本條目是菲律賓現在和以前的國家首都城市列表，其中包括西班牙殖民時期、菲律宾第一共和国、菲律賓自由邦、日本扶持菲律賓第二共和國、菲律宾第三共和国、菲律宾第四共和国和現在的菲律賓第五共和國。
目前的國家首都馬尼拉在其大部分歷史上，都是菲律賓的首都城市，其於1976年6月24日通過總統令指定「菲律賓首都」稱號。

## 歷史背景
1521年4月7日，斐迪南·麥哲倫在宿霧登陸菲律賓，受到拉者胡马邦（Rajah Humabon）接待，拉者携带妻子与大約800名當地人於1521年4月14日接受西班牙人的受洗，被認為是第一批菲律賓天主教徒。然而，麥哲倫並未成功宣佈菲律賓成為西班牙屬土，他在鄰近的麥克坦島被达圖拉普拉普殺害。
1565年2月13日，西班牙征服者米格尔·洛佩斯·德莱加斯皮抵达宿霧，隨後下令遠征隊征服馬尼拉，他的副手马丁·德戈伊蒂從宿霧出發抵達馬尼拉。穆斯林他加祿人歡迎他們，但戈伊蒂有其他計劃，300名士兵組成的西班牙遠征隊穿過馬尼拉，與全副武裝的土著展開一場戰鬥，他們迅速擊敗並將當地村落夷為平地。次年，德莱加斯皮緊隨其後，與三位酋長締結和平條約，並組織一個由兩名市長、12名議員和一名秘書組成的市議會。
西班牙殖民者在馬尼拉位於帕西格河南岸的區域，建造一座名為「王城」的圍牆城市。1574年6月10日，西班牙國王腓力二世授予「傑出和永遠忠誠的城市」（Insigne y Siempre Leal Ciudad）稱號。1595年，馬尼拉被宣佈為菲律賓群島的首府，並成為三個多世紀以來跨太平洋白銀貿易的中心。
七年战争期間英國攻占馬尼拉時，臨時將首都遷往邦板牙省巴科洛尔，1763年巴黎条约簽訂後遷回馬尼拉。
1896年菲律宾革命爆發時，布拉干省馬洛洛斯成為革命軍的總部，而其他幾個城鎮則成為首都，以避免在美菲战争期間被美國人佔領。1901年總統埃米利奧·阿奎納多被捕後，國家首都再迁回到馬尼拉。

### 伯納姆計劃

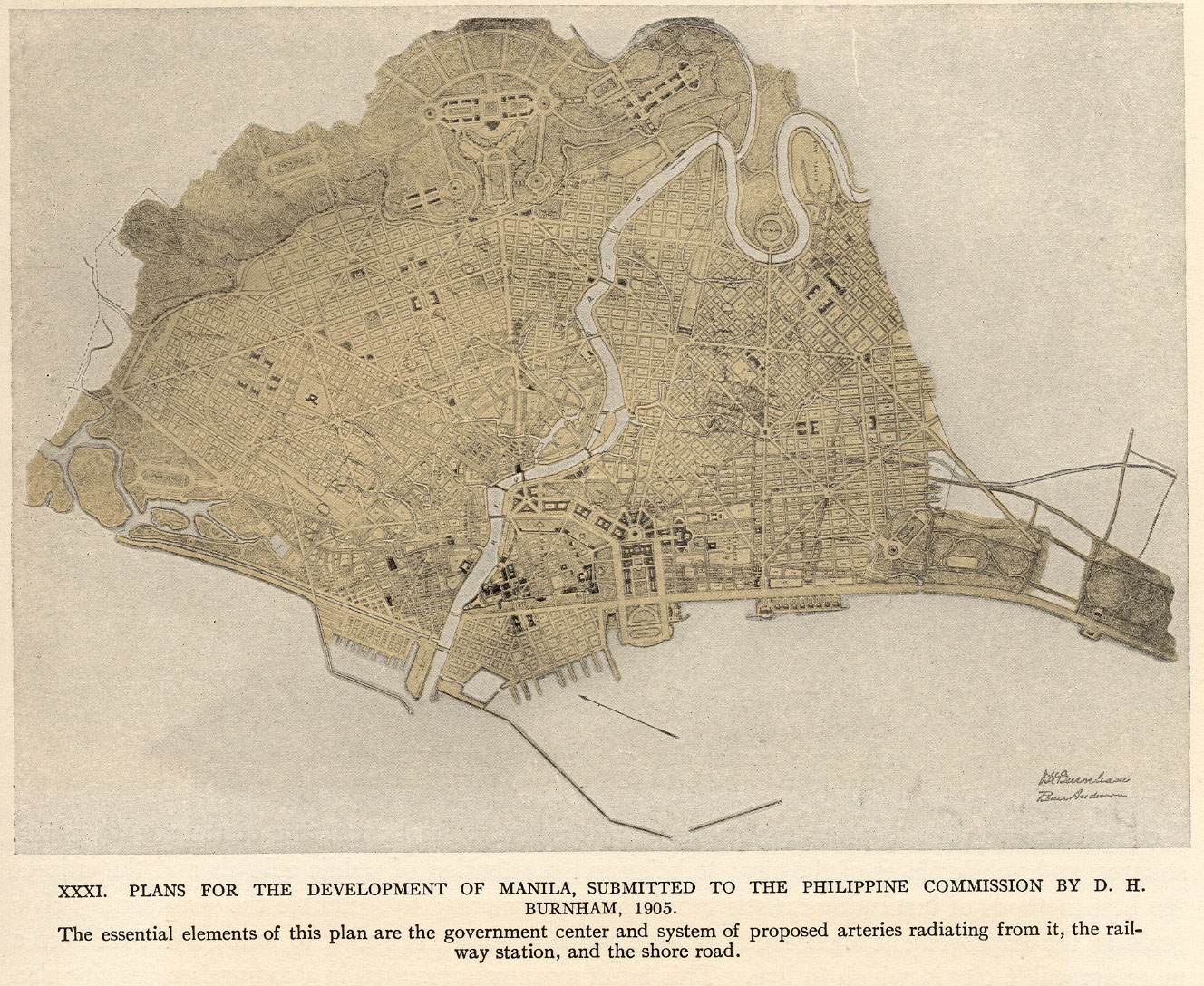
1905年伯納姆的馬尼拉發展規劃藍圖

美國殖民時期，王城被認為不再適用為首都，於是著名建築師和城市規劃師丹尼尔·伯纳姆（城市美化运动的支持者之一）受邀來設計新的統治中心。他以華盛頓特區為榜樣，將新都建設在位於舊城牆外的空地上，名為巴贡巴扬。伯納姆計劃建造一座大型國會大廈，周圍環繞著政府辦公室，尤如華盛頓的複製城市。国家广场是現今的黎剎公園，農業和金融大樓原先是市民大樓，國家圖書館也建於1920年代，之後改為立法大樓，代替預算削減而未落實建造的國會大廈。總督弗朗西斯·伯頓·哈里森使用伯納姆計劃的資金，在馬拉坎南宮建造行政大樓。伯納姆提出的建設包括海濱公園、公園大道、城市街道系統、建築物群、水道和避暑勝地。
伯納姆提議沿著馬尼拉灣修建一條公園大道，從黎剎公園向南延伸到甲米地。這條250英尺寬的林蔭大道有道路、電車軌道、馬道、肥沃的種植園和寬闊的人行道，應該向所有階層的人開放。伯納姆進一步推薦沿著帕西格到麥金利堡（今稱為博尼法喬堡）修建林蔭大道，以及其他公園和公園道路系統的一部分。伯納姆用以下的話結束他的報告：
|                 | 擁有那不勒斯灣、蜿蜒的巴黎河和威尼斯的運河，馬尼拉面臨著近代歷史上獨一無二的機遇，創造一個與西方世界最偉大的城市並肩媲美的統一城市的機遇及無價的熱帶環境…… |
| ——丹尼尔·伯纳姆 | |

1928年計劃進行重大修訂，由曼努埃尔·马诺萨（Manuel Mañosa, Sr.）和胡安·马科斯·阿雷拉诺領導的委員會，在最初的伯納姆計劃的基礎上製定馬尼拉分區規劃，並且印刷及免費向公眾分發傳單，以徵求反饋意見。最終圖紙和文件於1933年被批准，並成為馬尼拉第一個分區條例的基礎。
伯納姆原訂的計劃是準備建造最多人口為80萬的城市，馬尼拉市的人口於1918年只有285,000人，但以每年5.6%的速度增長，至1939年將超過600,000人。按照這個發展速度，馬尼拉市應該已經人滿為患。
但到1930年代，就在聯邦政府終於建成伯納姆計劃的海濱大道，並命名為杜威大道，並且完工郵局大樓、金融和農業大樓的時候，有關當局決定廢除伯納姆計劃，並用一個新的大都市取而代之，給出的主要原因之一是擬建在現今黎剎公園附近的國會大廈，太容易成為敵國海軍轟炸的目標。
伯納姆離開之後，威廉·帕森斯（William Parsons）成為菲律賓委員會的顧問建築師。帕森斯在馬尼拉的代表成就包括菲律賓總醫院、馬尼拉酒店、馬尼拉陸海軍俱樂部和菲律賓師範大學。

### 弗羅斯特-阿雷利亞諾計劃
菲律賓自由邦時期，馬尼拉仍然是國家的首都。在此期間，自由邦總統曼努埃爾·奎松夢想著一座可以取代馬尼拉，成為該國未來首都的城市。1939年夏，奎松總統聯繫威廉·帕森斯選擇新址，設計新的菲律賓首都。帕森斯於1939年6月抵達菲律賓，並最終選擇蒂利曼作為新首都的所在地。帕森斯還設法為新的菲律賓大學制定總體規劃。不幸的是，帕森斯於當年12月去世。帕森斯的前合夥人哈里·弗羅斯特接手，並與胡安·阿雷拉諾和A·D·威廉姆斯（A. D. Williams）一起加入規劃委員會。隨之而後，加入第四位成員景觀設計師路易斯·P·克羅夫特（Louis P. Croft），他作為規劃和公園設計顧問加入團隊。他們受委託為奎松市製定總體規劃，並於1941年獲得批准。
城市中心是一個巨大的橢圓形交通圓環公路，毗鄰的大道形成一個大四角形，並經由奎松橋與馬尼拉市中心相連。圓環是新立法大樓的所在地，宏偉的建築內部包括參議院和眾議院大廳，左側為行政官邸或總統府（現為退伍軍人紀念醫療中心），右側為大理院大樓（現為東大街醫療中心）。所有這些建築群都坐落在風景優美的地點，周圍環繞著公園和開放空間；因此，新的國家首都城市被定義為政府三個部門相互關聯的綜合體，構成蒂利曼四角形（Diliman Quadrangle）。另外，巴塔山丘的一部分被保留，作為菲律賓軍官學校的校園。
後來，橢圓形中央變成紀念奎松總統的奎松紀念圓環，400公頃的蒂利曼四角形若是根據後續的預設計畫，會被重新規劃為該市的中央公園。這個中央公園包含國家植物園、國家動物園、運動場、大型體育場和高爾夫球場，並將成為全市的綜合公園，以及公園道路系統的主要組成部分。該系統包括北部另一個80公頃的公園地帶，其中包含溪流沿岸的各種公園和綠化帶、眾多遊樂場和運動場。並且提議將一個46公頃的區域（目前由SM City North EDSA佔用）作為國家博覽會的場地，該場地最初打算舉辦1946年世界博覽會，毗鄰擬議的科學政府中心。總體規劃的其他部分包括遷移菲律賓大學主校區，以及各項住宅項目和工商業中心的規劃。最後，沿著馬里基納和聖馬特奧山谷將有一條主要的綠化帶，以遏制城市蔓延、保留農田和維護城市的流域地區，然而預期的公園和公園道路系統都沒有建成。
大日本帝國在第二次世界大战扶持第二菲律賓共和國成立期間，於1941年建立大馬尼拉市，由馬尼拉和鄰近城市組成，仍然是該國的首都。同時，流亡政府的臨時首都位於碧瑤市，也是山下奉文陸軍大將和大川內傳七海軍中將投降的地點。
奎松總統於二次大戰期間，死於在美國組織菲律賓流亡政府。戰爭結束以後，奎松市作為菲律賓獨立國家的首都，重新回到正確軌道。1945年，接任職務的塞尔吉奥·奥斯米纳總統發起組織奎松紀念委員會（Quezon Memorial Committee），為紀念奎松總統籌集資金。 
1946年，新當選的總統曼努埃爾·羅哈斯成立首都選址委員會（Capital Site Committee），以研究其他可能的首都選址。舊有的首都選址，被認為沒有足夠的防禦能力來抵禦軍事攻擊，也沒有足夠大的面積來容納預計的數百萬人口。委員會針對諾瓦利切斯的16個選址進行評估，其中包括：大雅台、宿霧、達沃、聖巴勃羅、碧瑤、洛斯巴尼奧斯、蒙塔爾班、安蒂波洛和麥金利堡；甚至曾經考慮將首都遷至長灘島，但最終選擇海拔較高的諾瓦利切斯。原來的蒂利曼區域因此擴大到包括北部諾瓦利切斯分水嶺，並向南部延伸直到瓦克瓦克（Wack Wack）。從本質上而言，弗羅斯特計劃是在國家計劃委員會（National Planning Commission）的領導下重新啟動，該委員會首先由克羅夫特領導，後來由受過哈佛培訓的安塞爾莫·阿爾昆托（Anselmo Alquinto）領導。該計劃曾在1947年、1949年和1956年進行修訂。
1949年，經過修改的市政中心從橢圓形交通圓環向東北遷移，建設在佔地158公頃的憲法山莊（Constitution Hills）。政府的三個權力分立機構和轄下部門被正式佈局，中央是20公頃的共和國廣場。廣場的右中部是擬建的菲律賓國會，左側擬議建造的行政長官廳將取代馬拉坎南宮，成為總統的新官邸；並有分配給大理院和其他憲法機構的區域。整個建築群將通過一條名為共和大道（Republic Avenue）的東西向公園大道，與馬尼拉互相連接，那裡計劃建造一座戰爭英雄紀念碑。該項計劃提交並由埃爾皮迪奧·基里諾總統批准，但需要將近三十年的時間，才能建成国会大厦，預計於1978年完工。

### 定都馬尼拉
费迪南德·马科斯總統領導的新社會（Bagong Lipunan）時期，奎松市作為行政中心的地位，被轉移到馬尼拉市和大馬尼拉地區（即後來的馬尼拉大都會）。1976年6月24日，根據第940號總統令指定為政府所在地，並且數度考慮國家首都的替代地點。塞薩爾·孔西奧（Cesar Concio）和費利佩·門多薩（Felipe Mendoza）建築和規劃辦公室進行一項聯合研究，比較原先的諾瓦利切斯選址，以及菲律賓文化中心以南新開墾的土地；但是，諾瓦利切斯仍被選為擬議的首都。
菲德爾·V·拉莫斯總統執政期間，曾经建議將國家首都遷至博尼法西奧堡，作為當時改建計劃的一部分。然而，格洛丽亚·马卡帕加尔-阿罗约總統則提議將首都遷往宿霧市。
名義上來說，馬尼拉市至今仍是菲律賓的首都，但國家政府的行政和政治中心，已經分佈在馬尼拉大都會的其他城市，馬拉坎南宮（行政部門）和大理院（司法部門）都在馬尼拉市，立法部門則在兩個不同地點：位於奎松市的眾議院，以及位於帕賽市的參議院。參議院最終將在2020年之前遷至塔吉格市的博尼法西奧環球城，新建設的大理院大樓同樣座落在此處，預計將於2022年總統選舉前完工。

### 其他首都城市
碧瑤市曾於1903年至1976年期間，被指定為該國的「夏都」。麦逊宫作為總統行政官邸，位於碧瑤市區範圍內，大理院在碧瑤市的夏季開庭，於4月至5月之間審理案件。1976年頒佈第940號總統令指定馬尼拉為首都，並沒有提及碧瑤市繼續作為「避暑之都」，但該市仍以非官方身份享有這項殊榮。

## 年表
| 地點                                        | 島群       | 開始         | 終結          | 期間  | 簡述 |
| ------------------------------------------- | ---------- | ------------ | ------------- | ----- | --- |
| 西屬東印度群島                              |            |              |               |       | |
| 宿霧                                        | 米沙鄢群島 | 1565年       | 1569年        | 4年   | 米格尔·洛佩斯·德莱加斯皮在菲律賓群島建立第一個西班牙定居點。 |
| 伊洛伊洛（班乃岛）                          | 米沙鄢群島 | 1569年       | 1571年        | 2年   | 第二個西班牙定居點，在征服馬尼拉之前建立首都。 |
| 王城（馬尼拉）                              | 呂宋       | 1571年       | 1762年        | 191年 | 西班牙殖民政府在菲律賓的行政所在地。 |
| 巴科洛尔（邦板牙）                          | 呂宋       | 1762年       | 1764年        | 2年   | 英國占領馬尼拉期間，西班牙殖民政府的臨時首都。 |
| 王城（馬尼拉）                              | 呂宋       | 1764年       | 1896年        | 132年 | 西班牙殖民政府在菲律賓的行政所在地。 |
| 伊洛伊洛（班乃岛）                          | 米沙鄢群島 | 1898年       | 1899年        | 1年   | 馬尼拉淪陷後，總督迭戈·德洛斯里奧斯試圖在伊洛伊洛復原殖民政府，直到西班牙軍隊向美國投降。 |
| 革命時期                                    |            |              |               |       | |
| 馬拉翁的聖弗朗西斯（甲米地）                | 呂宋       | 1897年3月    | 1897年11月    | 8个月 | 特杰羅斯會議的所在地。 |
| 聖米格爾（布拉干）                          | 呂宋       | 1897年11月   | 1898年4月     | 5个月 | 边那巴多共和国的首都。 |
| 老甲米地（甲米地）                          | 呂宋       | 1898年6月    | 1898年7月     | 30天  | 埃米利奧·阿奎納多將軍的故鄉，菲律賓革命期間在這裡宣布獨立宣言。 |
| 巴科奧爾（甲米地）                          | 呂宋       | 1898年7月    | 1898年9月     | 3个月 | 革命政府的所在地。 |
| 馬洛洛斯（布拉干）                          | 呂宋       | 1898年       | 1899年        | 6个月 | 美菲戰爭期間，共和國政府的官方首都。 |
| 聖伊西德羅（新怡詩夏）                      | 呂宋       | 1899年       | 1899年        | 9个月 | 1899年3月31日，美國攻陷馬洛洛斯後，阿奎納多在幾個城鎮轉移總部，試圖逃離美軍並繼續他的革命。 |
| 安赫勒斯（邦板牙）                          | 呂宋       | 1899年       | 1899年        | 9个月 | 1899年3月31日，美國攻陷馬洛洛斯後，阿奎納多在幾個城鎮轉移總部，試圖逃離美軍並繼續他的革命。 |
| 甲萬那端（新怡詩夏）                        | 呂宋       | 1899年       | 1899年        | 9个月 | 1899年3月31日，美國攻陷馬洛洛斯後，阿奎納多在幾個城鎮轉移總部，試圖逃離美軍並繼續他的革命。 |
| 班班（丹轆）                                | 呂宋       | 1899年       | 1899年        | 9个月 | 1899年3月31日，美國攻陷馬洛洛斯後，阿奎納多在幾個城鎮轉移總部，試圖逃離美軍並繼續他的革命。 |
| 丹轆市（丹轆）                              | 呂宋       | 1899年       | 1899年        | 9个月 | 1899年3月31日，美國攻陷馬洛洛斯後，阿奎納多在幾個城鎮轉移總部，試圖逃離美軍並繼續他的革命。 |
| 巴云邦（新比斯開）                          | 呂宋       | 1899年       | 1899年        | 9个月 | 1899年3月31日，美國攻陷馬洛洛斯後，阿奎納多在幾個城鎮轉移總部，試圖逃離美軍並繼續他的革命。 |
| 巴延邦（邦阿西楠）                          | 呂宋       | 1899年       | 1899年        | 9个月 | 1899年3月31日，美國攻陷馬洛洛斯後，阿奎納多在幾個城鎮轉移總部，試圖逃離美軍並繼續他的革命。 |
| 卢布阿甘（卡林阿）                          | 呂宋       | 1900年3月6日 | 1900年5月18日 | 73天  | 阿奎納多逃往帕拉南之前，在卢布阿甘建立總部。 |
| 帕拉南（伊莎貝拉）                          | 呂宋       | 1900年       | 1901年        | 9个月 | 阿奎納多的最後一個藏身處，直到被弗雷德里克·芬斯頓部隊俘虜，並被逼向美國投降。 |
| 菲律賓群島島嶼政府                          |            |              |               |       | |
| 马尼拉                                      | 呂宋       | 1898年       | 1941年        | 43年  | 美國軍事佔領、民政府和自由邦期間，直到加入二戰之前，作為菲律賓政府的所在地。1901年，首都合併附近的市鎮，包括艾米塔、湯都、聖克魯斯、聖安娜德薩帕、聖尼古拉斯、聖米格爾、聖費爾南多迪勞、馬尼拉港、潘達坎、三巴洛、溪仔婆、岷倫洛、馬拉特、聖安德烈斯和聖梅薩，成為一個大型城市。 |
| 菲律賓自由邦                                |            |              |               |       | |
| 科雷希多岛                                  | 呂宋       | 1941年       | 1942年        | 1年   | 日軍入侵馬尼拉時，曼努埃爾·奎松總統領導自由邦流亡政府的臨時總部。 |
| 华盛顿哥伦比亚特区*                         | 美国*      | 1942年       | 1944年        | 2年   | 日軍入侵馬尼拉時，曼努埃爾·奎松總統領導自由邦流亡政府的臨時總部。 |
| 独鲁万市                                    | 東米沙鄢   | 1944年       | 1945年        | 1年   | 道格拉斯·麥克阿瑟元帥和盟軍部隊，在第二次世界大戰最後階段的登陸地點。菲律賓光復以前，曾經作為塞尔吉奥·奥斯米纳總統領導政府的臨時總部。 |
| 菲律賓第二共和國                            |            |              |               |       | |
| 马尼拉                                      | 呂宋       | 1941年       | 1944年        | 3年   | 日本佔領菲律賓和扶持何塞·P·勞雷爾總統期間，成為第二共和國政府所在地。 |
| 碧瑶市                                      | 呂宋       | 1944年       | 1945年        | 1年   | 馬尼拉戰役之後，第二共和國的總部遷往碧瑤，直到勞雷爾在東京宣布解散。 |
| 奈良/東京*                                  | 日本*      | 1944年       | 1945年        | 1年   | 馬尼拉戰役之後，第二共和國的總部遷往碧瑤，直到勞雷爾在東京宣布解散。 |
| 菲律賓共和國                                |            |              |               |       | |
| 马尼拉                                      | 呂宋       | 1945年       | 1948年        | 3年   | 新獨立的第三共和國的首都。 |
| 奎松市                                      | 呂宋       | 1948年       | 1975年        | 27年  | 1948年7月17日，埃爾皮迪奧·基里諾總統頒佈第333號共和國法案，成為菲律賓的首都，並根據該項法案設立首都城市規劃委員會，製定總體發展計劃。 |
| 國家首都區（政府所在地） 马尼拉（國家首都） | 呂宋       | 1976年       | 现在          | 49年  | 1976年6月24日，費迪南德·馬科斯總統通過第940號總統令，重組首都和政府所在地，將馬尼拉市、奎松市、帕賽市、加洛坎市、黎剎省的幾個市鎮和布拉干省的一個市鎮合併，組成一個大都市區。 |

## 其他前主權首都
| 地點                                                                                           | 國家           | 位置                         | 開始     | 終結   | 簡述 |
| ---------------------------------------------------------------------------------------------- | -------------- | ---------------------------- | -------- | ------ | --- |
| 描戈律                                                                                         | 內格羅斯共和國 | 内格罗斯岛                   | 1898年   | 1901年 | 內格羅斯革命後，被宣佈為首都。 |
| 三宝颜                                                                                         | 三寶顏共和國   | 三宝颜半岛                   | 1898年   | 1901年 | 包括整個三寶顏半島，並宣稱整個棉蘭老島為其領土。 |
| 伊洛伊洛                                                                                       | 米沙鄢聯邦     | 西米沙鄢、中米沙鄢、朗布隆省 | 1898年   | 1899年 | 米沙鄢聯邦成立於1898年12月2日，由宿霧島、薄荷島與內格羅斯島的州政府，成立米沙鄢群島的臨時政府，對班乃島和朗布隆島行使權力，目的是促進菲律賓的聯邦制。臨時政府總統羅克·洛佩茲（Roque Lopez）成為聯邦總統，伊洛伊洛市被指定為首府。 |
| 武端                                                                                           | 武端拉賈國     | 東北棉蘭老島                 | 1001年   | 1756年 | 公元1001年，拉賈其陵（Kiling）向宋朝皇帝進貢時，武端（宋史作蒲端）首次被記錄在史書。 |
| 辛哈帕拉（今宿霧市）                                                                           | 宿霧拉賈國     | 中米沙鄢                     | 800年    | 1565年 | 泰米爾後裔拉賈室里魯馬伊（Sri Lumay）建立的王國，拉賈圖帕斯是末代統治者，直到被西班牙征服。 |
| Sinugbohan（今圣华金） Malandog（今Hamtic, Antique） 巴坦（今卡利博） 伊龙伊龙（今伊洛伊洛市） | 馬達亞斯王國   | 班乃岛                       | 1200年   | 1570年 | 西班牙在奧頓建立定居點，並征服班乃致使馬達亞斯王國覆滅。 |
| 塔比拉蘭                                                                                       | 達必丹王國     | 保和省                       | 1100年代 | 1563年 | 達必丹王國約於1100年代就存在於薄荷島，直到被巴布亞的特尔纳特苏丹国蘇丹國摧毀，然後達必丹王國遺民在棉蘭老島北部重建家園。 |
| 马拉维                                                                                         | 拉瑙蘇丹國     | 南拉瑙省                     | 1640年   | 1889年 | 1640年，巴林東沙（Balindong Bsar）建立拉瑙蘇丹國，直到1899年被美國吞併。 |
| 库塔瓦托（今哥打巴托市）                                                                       | 馬京達瑙蘇丹國 | 馬京達瑙省                   | 1500年   | 1888年 | 馬京達瑙蘇丹國包括現在的索科斯克薩爾根大區，以及馬京達瑙省。 |
| 白宮（Astana Putih, 今霍洛島）                                                                 | 蘇祿蘇丹國     | 蘇祿省                       | 1405年   | 1915年 | 蘇祿蘇丹國維持獨立到1915年。 |
| 湯都                                                                                           | 湯都王朝       | 馬尼拉大都會                 | 約900年  | 1500年 | 根據拉古納銅版銘文記載，湯都王國在巴石河口處建立設防城市，公元900年前成為首都。1500年，汶萊帝國入侵呂宋島，湯都敗戰，致使梅尼拉取代湯都的重要性。                                                                                 |
| 梅尼拉                                                                                         | 梅尼拉王國     | 馬尼拉大都會                 | 1500年   | 1570年 | 16世紀菲律賓占主導的王國，直到瑟鲁容堡（Fort Seludong）的破滅和王城建立，結束穆斯林統治者的統治，迎來西班牙時代。 |

## 擬議首都
當前首都馬尼拉面臨許多問題，包括人口過剩、交通擁堵和極易遭受自然災害，多位立法議員曾經建議遷都。2012年5月，奎松市議員弗朗西斯科·卡拉萊（Francisco Calalay, Jr.）敦促國會將首都遷至奎松市。 2016年2月，澳大利亞商人彼得·華萊士（Peter Wallace）提議「蘇比克-克拉克」成為菲律賓首都。 2017年2月，眾議院成立專項小組，研究菲律賓遷都的可能性。 2017年3月，眾議院議長潘塔萊昂·阿爾瓦雷斯表示，希望菲律賓成為聯邦共和國，首都應該「在內格羅斯島的某個地方」。 2018年1月，兩位國會議員羅恩·薩洛（Ron Salo）和西里亞科·卡拉朗提交一項草案，提議將國家首都遷至當任總統罗德里戈·杜特尔特的家鄉達沃市；然而，他們提議馬尼拉的馬拉坎南宮仍然作為總統官邸。 2019年8月，參議員張僑偉提交議案，提議在2030年之前將政府所在地遷移到卡帕斯的新克拉克市。